# هوانغ ليانغ
هوانغ ليانغ (بالصينية: 黄亮) هو لاعب تنس الطاولة صيني، ولد في 20 مارس 1954 في خنان في الصين.